# 上原美紀
上原 美紀（うえはら みき、1984年8月3日 - ）は、日本の元AV女優。
神奈川県出身。血液型：O型。身長：160cm。スリーサイズは、バスト85(D)cm・ウエスト58cm・ヒップ87cm。趣味、特技はディズニービデオ鑑賞、掃除、バスケットボール。

## 略歴
2004年1月にアダルトビデオメーカーのMOODYZ専属女優としてAVデビュー。
2006年9月6日に引退。（公式サイトから）

## 作品

### アダルトビデオ
2004年
- ぶっかけ中出しアナルFUCK!（1月1日、MOODYZ）デビュー作
- 使い捨てM奴隷 3（年2月1日、MOODYZ）
- イカセ無限大 オール生中出し（3月1日、MOODYZ）
- 6つの願い（4月1日、MOODYZ）
- 黒人生中出しFUCK!（5月1日、MOODYZ）
- ご奉仕出張カウンセラー（6月15日、MOODYZ）
- アナル インターナショナル（7月15日、MOODYZ）
- ゴックン玩具（9月1日、MOODYZ）
- ぶっかけ中出しアナルFUCK! DX（10月1日、MOODYZ）共演:真弓あゆ、松嶋こずえ
- TRIPLE CAST［痴女×コスプレ×SEX］ver.（10月21日、SODクリエイト）共演:青木玲、藤井彩
- TRIPLE CAST《M女×凌辱×ザーメン》ver.（11月18日、SODクリエイト）共演:藤井彩、青木玲
- 淫女転生（11月1日、MOODYZ）共演:真弓あゆ
- ハメ撮り的中出し（11月5日、桃太郎映像出版）
- アカルイSEXと集団凌辱FUCK（12月1日、MOODYZ）
- 新宿のラブホテルに呼び出してハメちゃった!（12月10日、桃太郎映像出版）
- ブッカケ、中出し、黒人…NG無用!!（12月17日、桃太郎映像出版）

2005年
- 若手監督バトル（1月1日、MOODYZ）
- 家畜調狂（1月21日、桃太郎映像出版）
- アナル中出しマゾ人形（3月8日、マルクス兄弟）
- 黒人とセックス BEST2（3月15日、MOODYZ）
- ヴァギナ拷問 2（3月17日、ディープス）
- スレイブエンジェル（4月20日、イマージュ）他出演:月咲舞、小峰幸
- 使い捨てM奴隷 BEST1（5月13日、MOODYZ）
- 上原美紀BEST（5月13日、MOODYZ）
- Hしようよ（5月20日、イマージュ）他出演:黒月あき、月咲舞、若葉あんず
- フェラチオBEST6（6月1日、MOODYZ）
- ぶっかけ中出しアナルFUCK! BEST2（7月13日、MOODYZ）
- えろメガネ 〜デキる女の誘惑視線〜（10月1日、MOODYZ）
- 真性中出し ハイパーデジタルモザイク（10月13日、MOODYZ）

2006年
- レズセクハラ vol.1 女同士でムラムラしちゃう日常の(痴)シチュエーション（9月7日、V&Rプロダクツ）共演:姫川麗
- Beauty Style 11 四ツ谷（9月25日、イエロー）

### テレビ番組
- Peach-Pit 桃のたね（MONDO TV）